# هنتریا د سراتو
هنتریا د سراتو (به اسپانیایی: Hontoria de Cerrato) یک شهرستان در اسپانیا است که در استان پالنسیا واقع شده‌است.

## خصوصیات
هنتریا د سراتو ۲۹ کیلومترمربع مساحت و ۱۱۱ نفر جمعیت دارد.